# Stagioni dei Cincinnati Bengals
Questa è la lista delle stagioni sportive dei Cincinnati Bengals nella National Football League che documenta i risultati stagione per stagione dal 1968 ad oggi, compresi i risultati nei play-off.

## Risultati stagione per stagione
| Cronistoria dei Cincinnati Bengals | Cronistoria dei Cincinnati Bengals | Cronistoria dei Cincinnati Bengals | Cronistoria dei Cincinnati Bengals | Cronistoria dei Cincinnati Bengals | Cronistoria dei Cincinnati Bengals | Cronistoria dei Cincinnati Bengals | Cronistoria dei Cincinnati Bengals | Cronistoria dei Cincinnati Bengals | Cronistoria dei Cincinnati Bengals | Cronistoria dei Cincinnati Bengals                                                                                      |                              |
| Stagione di lega                   | Stagione di squadra                | Lega                               | Conference                         | Division                           | Stagione regolare                  | Stagione regolare                  | Stagione regolare                  | Stagione regolare                  | Play-off | Premi individuali |                              |
| Stagione di lega                   | Stagione di squadra                | Lega                               | Conference                         | Division                           | Pos.                               | V                                  | S                                  | P                                  | Play-off | Premi individuali |                              |
| ---------------------------------- | ---------------------------------- | ---------------------------------- | ---------------------------------- | ---------------------------------- | ---------------------------------- | ---------------------------------- | ---------------------------------- | ---------------------------------- | --- | --- | ---------------------------- |
| 1968                               | 1968                               | AFL                                |                                    | Western                            | 5                                  | 3                                  | 11                                 | 0                                  | non disputati | Inseriti nella AFL Western.                                                                                             |                              |
| 1969                               | 1969                               | AFL                                |                                    | Western                            | 5                                  | 4                                  | 9                                  | 1                                  | non disputati | |                              |
| 1970                               | 1970                               | NFL                                | AFC                                | Central                            | 1                                  | 8                                  | 6                                  | 0                                  | S Divisional play-off contro i Baltimore Colts (0-17) | Inseriti nella AFC Central a seguito della fusione tra AFL e NFL.                                                       |                              |
| 1971                               | 1971                               | NFL                                | AFC                                | Central                            | 4                                  | 4                                  | 10                                 | 0                                  | non disputati | |                              |
| 1972                               | 1972                               | NFL                                | AFC                                | Central                            | 3                                  | 8                                  | 6                                  | 0                                  | non disputati | |                              |
| 1973                               | 1973                               | NFL                                | AFC                                | Central                            | 1                                  | 10                                 | 4                                  | 0                                  | S Divisional play-off contro i Miami Dolphins (16-34) | |                              |
| 1974                               | 1974                               | NFL                                | AFC                                | Central                            | 3                                  | 7                                  | 7                                  | 0                                  | non disputati | |                              |
| 1975                               | 1975                               | NFL                                | AFC                                | Central                            | 2                                  | 11                                 | 3                                  | 0                                  | S Wild Card Game contro gli Oakland Raiders (28-31) | |                              |
| 1976                               | 1976                               | NFL                                | AFC                                | Central                            | 2                                  | 10                                 | 4                                  | 0                                  | non disputati | |                              |
| 1977                               | 1977                               | NFL                                | AFC                                | Central                            | 2                                  | 8                                  | 6                                  | 0                                  | non disputati | |                              |
| 1978                               | 1978                               | NFL                                | AFC                                | Central                            | 4                                  | 4                                  | 12                                 | 0                                  | non disputati | Da questa stagione le partite della stagione regolare diventano 16.                                                     |                              |
| 1979                               | 1979                               | NFL                                | AFC                                | Central                            | 4                                  | 4                                  | 12                                 | 0                                  | non disputati | |                              |
| 1980                               | 1980                               | NFL                                | AFC                                | Central                            | 4                                  | 6                                  | 10                                 | 0                                  | non disputati | |                              |
| 1981                               | 1981                               | NFL                                | AFC                                | Central                            | 1                                  | 12                                 | 4                                  | 0                                  | V Divisional play-off contro i Buffalo Bills (28-21) V AFC Championship contro i San Diego Chargers (27-7) S Super Bowl XVI contro i San Francisco 49ers (21-26)                                                     | |                              |
| 1982                               | 1982                               | NFL                                | AFC                                | --                                 | 3                                  | 7                                  | 2                                  | 0                                  | S First Round contro i New York Jets (17-44) | In questa stagione a causa di uno sciopero vennero giocate solamente 9 partite e non vi furono classifiche di Division. |                              |
| 1983                               | 1983                               | NFL                                | AFC                                | Central                            | 3                                  | 7                                  | 9                                  | 0                                  | non disputati | |                              |
| 1984                               | 1984                               | NFL                                | AFC                                | Central                            | 2                                  | 8                                  | 8                                  | 0                                  | non disputati | |                              |
| 1985                               | 1985                               | NFL                                | AFC                                | Central                            | 2                                  | 7                                  | 9                                  | 0                                  | non disputati | |                              |
| 1986                               | 1986                               | NFL                                | AFC                                | Central                            | 2                                  | 10                                 | 6                                  | 0                                  | non disputati | |                              |
| 1987                               | 1987                               | NFL                                | AFC                                | Central                            | 4                                  | 4                                  | 11                                 | 0                                  | non disputati | In questa stagione a causa di uno sciopero hanno giocato una partita in meno.                                           |                              |
| 1988                               | 1988                               | NFL                                | AFC                                | Central                            | 1                                  | 12                                 | 4                                  | 0                                  | V Divisional play-off contro i Seattle Seahawks (21-13) V AFC Championship contro i Buffalo Bills (21-10) S Super Bowl XXIII contro i San Francisco 49ers (16-20)                                                    | |                              |
| 1989                               | 1989                               | NFL                                | AFC                                | Central                            | 4                                  | 8                                  | 8                                  | 0                                  | non disputati | |                              |
| 1990                               | 1990                               | NFL                                | AFC                                | Central                            | 1                                  | 9                                  | 7                                  | 0                                  | S Divisional play-off contro i Los Angeles Raiders (10-20) | |                              |
| 1991                               | 1991                               | NFL                                | AFC                                | Central                            | 4                                  | 3                                  | 13                                 | 0                                  | non disputati | |                              |
| 1992                               | 1992                               | NFL                                | AFC                                | Central                            | 4                                  | 5                                  | 11                                 | 0                                  | non disputati | |                              |
| 1993                               | 1993                               | NFL                                | AFC                                | Central                            | 4                                  | 3                                  | 13                                 | 0                                  | non disputati | |                              |
| 1994                               | 1994                               | NFL                                | AFC                                | Central                            | 3                                  | 3                                  | 13                                 | 0                                  | non disputati | |                              |
| 1995                               | 1995                               | NFL                                | AFC                                | Central                            | 2                                  | 7                                  | 9                                  | 0                                  | non disputati | |                              |
| 1996                               | 1996                               | NFL                                | AFC                                | Central                            | 3                                  | 8                                  | 8                                  | 0                                  | non disputati | |                              |
| 1997                               | 1997                               | NFL                                | AFC                                | Central                            | 4                                  | 7                                  | 9                                  | 0                                  | non disputati | |                              |
| 1998                               | 1998                               | NFL                                | AFC                                | Central                            | 5                                  | 3                                  | 13                                 | 0                                  | non disputati | |                              |
| 1999                               | 1999                               | NFL                                | AFC                                | Central                            | 5                                  | 4                                  | 12                                 | 0                                  | non disputati | |                              |
| 2000                               | 2000                               | NFL                                | AFC                                | Central                            | 5                                  | 4                                  | 12                                 | 0                                  | non disputati | |                              |
| 2001                               | 2001                               | NFL                                | AFC                                | North                              | 6                                  | 6                                  | 10                                 | 0                                  | non disputati | |                              |
| 2002                               | 2002                               | NFL                                | AFC                                | North                              | 4                                  | 2                                  | 14                                 | 0                                  | non disputati | Inseriti nella AFC North                                                                                                |                              |
| 2003                               | 2003                               | NFL                                | AFC                                | North                              | 2                                  | 8                                  | 8                                  | 0                                  | non disputati | |                              |
| 2004                               | 2004                               | NFL                                | AFC                                | North                              | 3                                  | 8                                  | 8                                  | 0                                  | non disputati | |                              |
| 2005                               | 2005                               | NFL                                | AFC                                | North                              | 1                                  | 11                                 | 5                                  | 0                                  | S Wild Card Game contro i Pittsburgh Steelers (17-31) | |                              |
| 2006                               | 2006                               | NFL                                | AFC                                | North                              | 2                                  | 8                                  | 8                                  | 0                                  | non disputati | |                              |
| 2007                               | 2007                               | NFL                                | AFC                                | North                              | 3                                  | 7                                  | 9                                  | 0                                  | non disputati | |                              |
| 2008                               | 2008                               | NFL                                | AFC                                | North                              | 3                                  | 4                                  | 11                                 | 1                                  | non disputati | |                              |
| 2009                               | 2009                               | NFL                                | AFC                                | North                              | 1                                  | 10                                 | 6                                  | 0                                  | S Wild Card Game contro i New York Jets (14-24) | |                              |
| 2010                               | 2010                               | NFL                                | AFC                                | North                              | 4                                  | 4                                  | 12                                 | 0                                  | non disputati | |                              |
| 2011                               | 2011                               | NFL                                | AFC                                | North                              | 3                                  | 9                                  | 7                                  | 0                                  | S Wild Card Game contro gli Houston Texans (10-31) | |                              |
| 2012                               | 2012                               | NFL                                | AFC                                | North                              | 2                                  | 10                                 | 6                                  | 0                                  | S Wild Card Game contro gli Houston Texans (13-19) | |                              |
| 2013                               | 2013                               | NFL                                | AFC                                | North                              | 1                                  | 11                                 | 5                                  | 0                                  | S Wild Card Game contro i San Diego Chargers (27-10) | |                              |
| 2014                               | 2014                               | NFL                                | AFC                                | North                              | 2                                  | 10                                 | 5                                  | 1                                  | S Wild Card Game contro gli Indianapolis Colts (26-10) | |                              |
| 2015                               | 2015                               | NFL                                | AFC                                | North                              | 1                                  | 12                                 | 4                                  | 0                                  | S Wild Card Game contro i Pittsburgh Steelers (18-16) | |                              |
| 2016                               | 2016                               | NFL                                | AFC                                | North                              | 3                                  | 6                                  | 9                                  | 1                                  | non disputati | |                              |
| 2017                               | 2017                               | NFL                                | AFC                                | North                              | 3                                  | 7                                  | 9                                  | 0                                  | non disputati | |                              |
| 2018                               | 2018                               | NFL                                | AFC                                | North                              | 4                                  | 6                                  | 10                                 | 0                                  | non disputati | |                              |
| 2019                               | 2019                               | NFL                                | AFC                                | North                              | 4                                  | 2                                  | 14                                 | 0                                  | non disputati | |                              |
| 2020                               | 2020                               | NFL                                | AFC                                | North                              | 4                                  | 4                                  | 11                                 | 1                                  | non disputati | |                              |
| 2021                               | 2021                               | NFL                                | AFC                                | North                              | 1                                  | 10                                 | 7                                  | 0                                  | V Wild Card Game contro i Las Vegas Raiders (26-19) V Divisional playoff contro i Tennessee Titans (19-16) V AFC Championship contro i Kansas City Chiefs (27–24) S Super Bowl LVI contro i Los Angeles Rams (20-23) | |                              |
| 2022                               | 2022                               | NFL                                | AFC                                | North                              | 1                                  | 12                                 | 4                                  | 0                                  | V Wild Card Game contro i Baltimore Ravens (24-17) V Divisional playoff contro i Buffalo Bills (27-10) S AFC Championship contro i Kansas City Chiefs (20-23)                                                        | |                              |
| Totale                             | Totale                             | Totale                             | Totale                             | Totale                             | Totale                             | 385                                | 463                                | 4                                  | Record di stagione regolare | Record di stagione regolare                                                                                             | Record di stagione regolare  |
| Totale                             | Totale                             | Totale                             | Totale                             | Totale                             | Totale                             | 9                                  | 16                                 |                                    | Record dei play-off | Record dei play-off | Record dei play-off          |
| Totale                             | Totale                             | Totale                             | Totale                             | Totale                             | Totale                             | 394                                | 479                                | 4                                  | Stagione regolare e play-off | Stagione regolare e play-off                                                                                            | Stagione regolare e play-off |

Legenda
- Vittoria nel Super Bowl (dal 1966)
- Vittoria nella lega (1920-1969)
- Vittoria nella Conference

- Vittoria nella Division
- Qualificazione al Wild Card Game (dal 1978)
- V = Vittorie

- S = Sconfitte
- P = Pareggi
- T = Posizione a pari merito